# Aleksandr Sjvartsman

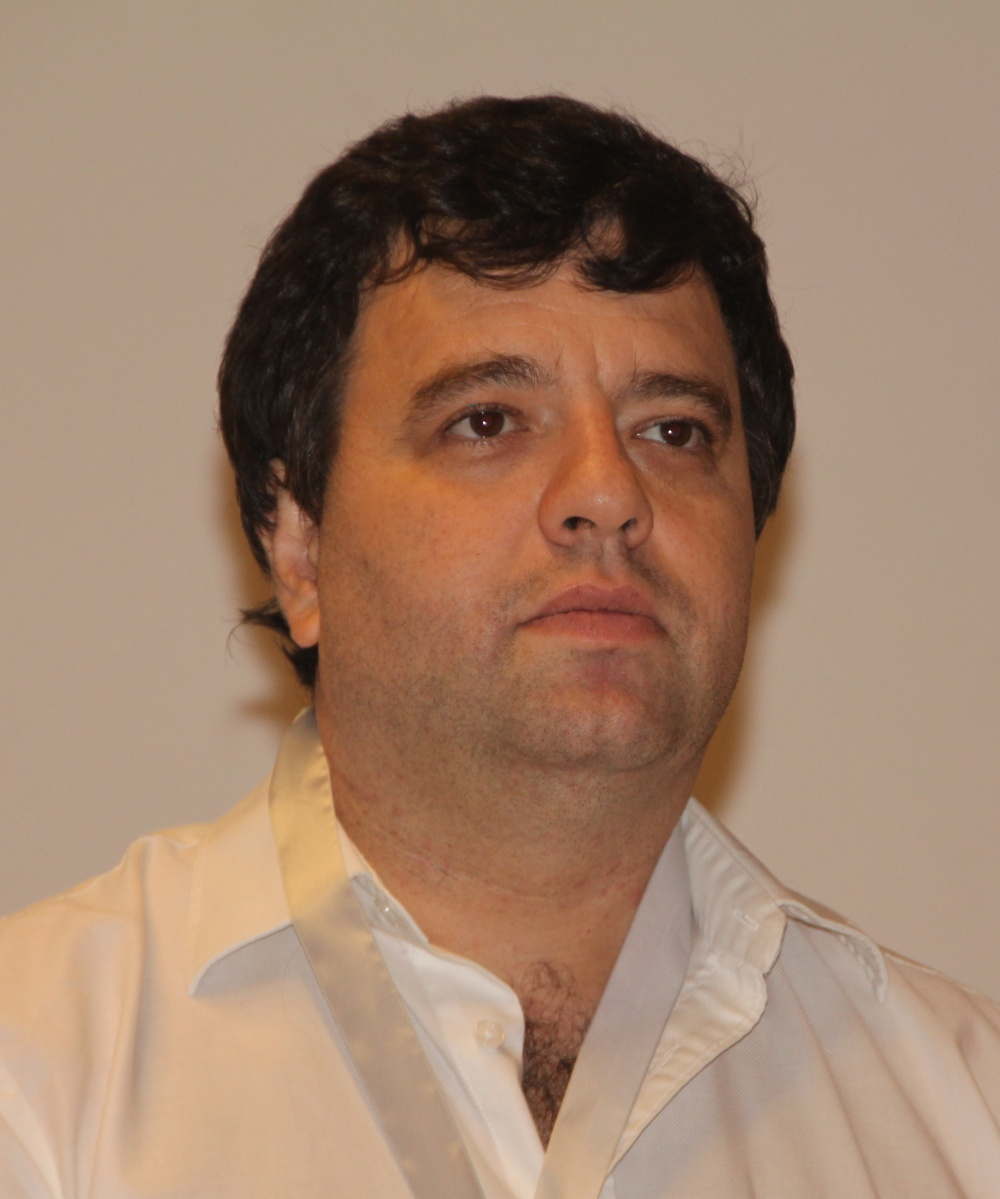
Schwartzman in 2011

Aleksandr Michailovitsj Sjvartsman (Russisch: Александр Михайлович Шварцман) (Moskou, 18 september 1967) is een internationaal grootmeester dammen met de Israëlische nationaliteit (tot 2023 de Russische nationaliteit). Hij is vijfvoudig wereldkampioen.

## Biografie
Sjvartsman speelde in 1988 zijn eerste grote toernooi, het kampioenschap van de Sovjet-Unie. Hij werd gedeeld zesde, in een sterk deelnemersveld met wereldtoppers als Aleksej Tsjizjov, Vadim Virny, Anatoli Gantvarg en Guntis Valneris. Nadat hij in 1991 de laatste kampioen van de Sovjet-Unie werd, won hij twee maal het Russisch kampioenschap. Na het winnen van het WK-kandidatentoernooi van 1997 mocht hij achtvoudig wereldkampioen Aleksej Tsjizjov uitdagen voor een een match om de wereldtitel. Sjvartsman won deze match in drie sets. De eerste set werd door Tsjizjov gewonnen, de volgende 2 sets door Sjvartsman. Hiermee behaalde hij zijn eerste wereldtitel. In 2002 won hij het Europees kampioenschap, in een uniek knock-outsysteem. Hij versloeg in de finale Aleksandr Georgiejev.
In 2007 won Sjvartsman zijn eerste toernooi om de wereldtitel met zeven winstpartijen, elf remise en één verliespartij. Hij verdedigde met succes zijn titel in de tweekamp tegen uitdager Georgiejev. In 2013 speelde Sjvartsman als onttroond wereldkampioen opnieuw een tweekamp tegen Georgiejev. Sjvartsman won een reguliere partij op dag 3, maar verloor een reguliere partij op dag 4. De rapidpartij op dag 6 bracht Georgiejev de titel.
Op het WK van 2015 kwam hij niet in actie. Vanuit het EK van 2014 had hij zich niet geplaatst, omdat er met Tsjizjov en Ajnoer Sjajbakov twee Russen hoger eindigden.
Bij zijn terugkeer op het hoogste niveau in 2017 werd hij voor de vierde keer wereldkampioen. In 2019 werd hij in een tweekamp door uitdager Roel Boomstra onttroond als wereldkampioen. Het toernooi van 2021 bracht Sjvartsman opnieuw de wereldtitel, om deze vervolgens in 2022 opnieuw af te staan aan Boomstra.
Sjvartsman staat bekend als zeer creatief speler, met name om zijn positionele offers en een grote hoeveelheid omsingelingspartijen.
Sjvartsman woonde tot 2022 met zijn vrouw en twee dochters in het zuiden van Oekraïne. Na de Russische invasie vluchtte hij met zijn gezin naar Nederland, waarna hij zich in Veenendaal vestigde. Hij speelt in de Nederlandse damcompetitie voor WSDV Wageningen. Tot zijn vlucht naar Nederland nam hij elke twee weken het vliegtuig om voor WSDV te spelen.

## Resultatenoverzicht

### Wereldkampioenschap

#### Toernooien
| jaar    | locatie       | toernooitype (dln)    | rang           | AW             | Pnt            | W              | R              | V              |
| ------- | ------------- | --------------------- | -------------- | -------------- | -------------- | -------------- | -------------- | -------------- |
| 1994    | Den Haag      | Halve competitie (20) | 5              | 19             | 23             | 5              | 13             | 1              |
| 1996/97 | Abidjan       | Halve competitie (12) | Brons          | 11             | 14             | 4              | 6              | 1              |
| 2001    | Moskou        | Halve competitie (17) | 5              | 16             | 19             | 4              | 11             | 1              |
| 2003    | Zwartsluis    | Halve competitie (20) | 11             | 19             | 19             | 3              | 13             | 3              |
| 2005    | Amsterdam     | Halve competitie (12) | 8              | 11             | 11             | 1              | 9              | 1              |
| 2007    | Hardenberg    | Halve competitie (20) | Goud           | 19             | 25             | 7              | 11             | 1              |
| 2011    | Emmeloord Urk | Halve competitie (20) | 4              | 19             | 22             | 4              | 14             | 1              |
| 2013    | Oefa          | Halve competitie (12) | 7              | 11             | 11             | 1              | 9              | 1              |
| 2015    | Emmen         | Halve competitie (20) | niet geplaatst | niet geplaatst | niet geplaatst | niet geplaatst | niet geplaatst | niet geplaatst |
| 2017    | Tallinn       | Halve competitie (12) | Goud           | 11             | 14             | 3              | 8              | 0              |
| 2019    | Yamoussoukro  | Halve competitie (20) | 5              | 19             | 23             | 5              | 13             | 1              |
| 2021    | Tallinn       | Halve competitie (12) | Goud           | 11             | 14             | 3              | 8              | 0              |

#### Tweekampen
| jaar | locatie   | geplaatst als  | tegenstander         | toernooitype (#) | rang   | uitslag   | opmerkingen                        |
| ---- | --------- | -------------- | -------------------- | ---------------- | ------ | --------- | ---------------------------------- |
| 1998 | Izjevsk   | uitdager       | Aleksej Tsjizjov     | sets (3)         | Goud   | 2-1       |                                    |
| 2009 | Twente    | wereldkampioen | Aleksandr Georgiejev | 3 overwinningen  | Goud   | 3-1       | 0-0 in partijen met regulier tempo |
| 2013 | Tallinn   | uitdager       | Aleksandr Georgiejev | dagwinst         | Zilver | 7-7 (6-4) |                                    |
| 2018 | Nederland | wereldkampioen | Roel Boomstra        | 3 overwinningen  | Zilver | 0-3       | 0-1 in partijen met regulier tempo |
| 2022 | Eindhoven | wereldkampioen | Roel Boomstra        | 3 overwinningen  | Zilver | 0-3       | 0-1 in partijen met regulier tempo |

### Europees kampioenschap
| jaar          | locatie          | toernooitype (dln)                  | rang             | AW               | Pnt              | W                | R                | V                |
| ------------- | ---------------- | ----------------------------------- | ---------------- | ---------------- | ---------------- | ---------------- | ---------------- | ---------------- |
| 1992          | Parthenay        | Halve competitie (20)               | 8e               | 19               | 24               | 7                | 10               | 2                |
| 1995          | Lubliniec        | Halve competitie (20)               | niet geplaatst   | niet geplaatst   | niet geplaatst   | niet geplaatst   | niet geplaatst   | niet geplaatst   |
| 1999          | Hoogezand        | Halve competitie (16)               | niet geplaatst   | niet geplaatst   | niet geplaatst   | niet geplaatst   | niet geplaatst   | niet geplaatst   |
| 2002          | Domburg          | Knock-out (32)                      | Goud             | n.v.t.           | n.v.t.           | n.v.t.           | n.v.t.           | n.v.t.           |
| 2006          | Bovec            | Zwitsers (94)                       | Zilver           | 10               | 14               | 4                | 6                | 0                |
| 2008          | Tallinn          | Zwitsers (66)                       | 6e               | 9                | 11               | 2                | 7                | 0                |
| 2010          | Murzasichle      | Zwitsers (65)                       | 20e              | 9                | 10               | 2                | 6                | 1                |
| 2012          | Emmen            | Zwitsers (68)                       | niet deelgenomen | niet deelgenomen | niet deelgenomen | niet deelgenomen | niet deelgenomen | niet deelgenomen |
| 2014          | Tallinn          | Zwitsers (75)                       | 7e               | 9                | 12               | 3                | 6                | 0                |
| 2016          | Izmir            | Zwitsers (32)                       | niet deelgenomen | niet deelgenomen | niet deelgenomen | niet deelgenomen | niet deelgenomen | niet deelgenomen |
| 2018          | Moskou           | Zwitsers (56)                       | niet deelgenomen | niet deelgenomen | niet deelgenomen | niet deelgenomen | niet deelgenomen | niet deelgenomen |
| 2020          | Antalya          | niet gespeeld i.v.m. coronapandemie |                  |                  |                  |                  |                  |                  |
| 2022          | Kortrijk         | Zwitsers (46)                       | uitgesloten      | uitgesloten      | uitgesloten      | uitgesloten      | uitgesloten      | uitgesloten      |
| namens Israël |                  |                                     |                  |                  |                  |                  |                  |                  |
| 2024          | Chianciano Terme | Zwitsers (57)                       | 4e               | 9                | 11               | 2                | 7                | 0                |

### Nationaal kampioenschap
| jaar                             | locatie       | toernooitype (dln)    | rang             | AW               | Pnt              | W                | R                | V                |
| -------------------------------- | ------------- | --------------------- | ---------------- | ---------------- | ---------------- | ---------------- | ---------------- | ---------------- |
| Kampioenschap van de Sovjet-Unie |               |                       |                  |                  |                  |                  |                  |                  |
| 1988                             | Jerevan       | Halve competitie (18) | 6                | 17               | 18               | 3                | 12               | 2                |
| 1989                             | Tasjkent      | Halve competitie (17) | Brons            | 16               | 19               | 3                | 13               | 0                |
| 1990                             | Leningrad     | Halve competitie (18) | 7                | 17               | 18               | 2                | 14               | 1                |
| 1991                             | Orjol         | Halve competitie (18) | Goud             | 17               | 23               | 6                | 11               | 0                |
| Russisch kampioenschap           |               |                       |                  |                  |                  |                  |                  |                  |
| 1993                             | Elektrostal   | Halve competitie (9)  | Goud             | 8                | 13               |                  |                  |                  |
| 1994                             | Toela         | Halve competitie (16) | niet deelgenomen | niet deelgenomen | niet deelgenomen | niet deelgenomen | niet deelgenomen | niet deelgenomen |
| 1995                             | Orsk          | Halve competitie (14) | niet deelgenomen | niet deelgenomen | niet deelgenomen | niet deelgenomen | niet deelgenomen | niet deelgenomen |
| 1996                             | Izjevsk       | Halve competitie (13) | Goud             | 12               | 17               | 5                | 7                | 0                |
| 1997                             | Toela         | Halve competitie (14) | niet deelgenomen | niet deelgenomen | niet deelgenomen | niet deelgenomen | niet deelgenomen | niet deelgenomen |
| 1998                             | Isjimbaj      | Halve competitie (14) | niet deelgenomen | niet deelgenomen | niet deelgenomen | niet deelgenomen | niet deelgenomen | niet deelgenomen |
| 1999                             | Isjimbaj      | Halve competitie (14) | niet deelgenomen | niet deelgenomen | niet deelgenomen | niet deelgenomen | niet deelgenomen | niet deelgenomen |
| 2000                             | Krasnokamsk   | Halve competitie (14) | niet deelgenomen | niet deelgenomen | niet deelgenomen | niet deelgenomen | niet deelgenomen | niet deelgenomen |
| 2002                             | Oefa          | Halve competitie (14) | Brons            | 13               | 17               | 5                | 7                | 1                |
| 2003                             | Oefa          | Halve competitie (14) | Goud             | 13               | 17               | 4                | 9                | 0                |
| 2004                             | Oefa          | Halve competitie (14) | Goud             | 13               | 19               | 6                | 7                | 0                |
| 2005                             | Isjimbaj      | Halve competitie (14) | Brons            | 13               | 18               | 5                | 8                | 0                |
| 2006                             | Oefa          | Halve competitie (16) | 6                | 15               | 18               | 3                | 12               | 0                |
| 2007                             | Kolontajevo   | Halve competitie (14) | Zilver           | 13               | 19               | 6                | 7                | 0                |
| 2008                             | Kolontajevo   | Halve competitie (14) | Goud             | 13               | 20               | 7                | 6                | 0                |
| 2009                             | Stoepino      | Halve competitie (14) | niet deelgenomen | niet deelgenomen | niet deelgenomen | niet deelgenomen | niet deelgenomen | niet deelgenomen |
| 2010                             | Kolontajevo   | Halve competitie (14) | Brons            | 13               | 15               | 3                | 9                | 1                |
| 2011                             | Oefa          | Halve competitie (14) | niet deelgenomen | niet deelgenomen | niet deelgenomen | niet deelgenomen | niet deelgenomen | niet deelgenomen |
| 2012                             | Isjimbaj      | Halve competitie (13) | niet deelgenomen | niet deelgenomen | niet deelgenomen | niet deelgenomen | niet deelgenomen | niet deelgenomen |
| 2013                             | Soezdal       | Zwitsers (25)         | niet deelgenomen | niet deelgenomen | niet deelgenomen | niet deelgenomen | niet deelgenomen | niet deelgenomen |
| 2014                             | Toetajev      | Zwitsers (27)         | Zilver           | 9                | 13               | 4                | 5                | 0                |
| 2015                             | Sotsji        | Zwitsers (29)         | Zilver           | 9                | 13               | 4                | 5                | 0                |
| 2016                             | Sotsji        | Zwitsers (40)         | 4                | 9                | 12               | 3                | 6                | 0                |
| 2017                             | Sotsji        | Zwitsers (34)         | 4                | 9                | 12               | 3                | 6                | 0                |
| 2018                             | Goloebitskaja | Zwitsers (27)         | 4                | 8                | 10               | 2                | 6                | 0                |
| 2019                             | Pokrovskoje   | Zwitsers (30)         | 5                | 9                | 11               | 2                | 7                | 0                |
| 2020                             | Pokrovskoje   | Zwitsers (13)         | niet deelgenomen | niet deelgenomen | niet deelgenomen | niet deelgenomen | niet deelgenomen | niet deelgenomen |
| 2021                             | Sotsji        | Zwitsers (25)         | 4                | 9                | 12               | 3                | 6                | 0                |
| 2022                             | Pokrovskoje   | Zwitsers (20)         | niet deelgenomen | niet deelgenomen | niet deelgenomen | niet deelgenomen | niet deelgenomen | niet deelgenomen |

| Kampioenschap van Nederland | Kampioenschap van Nederland | Kampioenschap van Nederland | Kampioenschap van Nederland | Kampioenschap van Nederland | Kampioenschap van Nederland | Kampioenschap van Nederland | Kampioenschap van Nederland | Kampioenschap van Nederland |
| jaar                        | locatie                     | toernooitype (dln)          | rang                        | AW                          | Pnt                         | W                           | R                           | V                           |
| --------------------------- | --------------------------- | --------------------------- | --------------------------- | --------------------------- | --------------------------- | --------------------------- | --------------------------- | --------------------------- |
| 2024                        | Drachten                    | Halve competitie (14)       | 4e                          | 13                          | 16                          | 3                           | 10                          | 0                           |

1965 Iser Koeperman · 1967-1971 Ton Sijbrands · 1974 Andris Andreiko · 1977 Rostislav Lesjtsjinski ·  1983 Vadim Virny · 1987 Gérard Jansen · 1992, 2008 Guntis Valneris · 1995, 2006, 2010 Aleksandr Georgiejev · 1999 Harm Wiersma · 2002 Aleksandr Sjvartsman · 2012, 2016 Aleksej Tsjizjov · 2014 Roel Boomstra · 2018 Michail Semenjoek · 2022-2024 Jan Groenendijk
1885-1894 Dussaut · 1895 Leclercq · 1899-1911 Weiss · 1912-1912 Molimard · 1912 Hoogland · 1925 Bizot · 1926, 1931-1932 Fabre · 1928 Springer · 1933-1938 Raichenbach · 1945, 1947 Ghestem · 1948-1954 Roozenburg · 1956 Deslauriers · 1958, 1959, 1961, 1963, 1965, 1967, 1974 Koeperman · 1960, 1964 Sjtsjogoljev · 1963 Sy · 1968-1971 Andreiko · 1972, 1973 Sijbrands · 1976, 1977, 1981, 1983-1984 Wiersma · 1978, 1980, 1984, 1985 Gantvarg · 1982 Van der Wal · 1986, 1987 Dybman · 1988-1993, 1995, 1996, 2001, 2005 Tsjizjov · 1994 Valneris · 1998, 2007, 2009, 2017, 2021 Sjvartsman · 2003-2004, 2006, 2011-2015, 2019 Georgiejev · 2016, 2018, 2022 Boomstra · 2023 Anikejev · 2024-2025 Groenendijk